# Ladislav Hampl
Ladislav Hampl (* 14. července 1981 Liberec) je český herec.

## Životopis
Po maturitě se rozhodl pro studium na pražské DAMU. Byl angažován v divadle Rokoko a v Divadle Na Vinohradech. Od září roku 2004 je členem hereckého souboru Divadla Na zábradlí. V Divadle Na zábradlí ztvárnil například Šohaje v Gazdině robě, Osipa ve hře Platonov je darebák!, Troila v inscenaci Troilus a Kressida a Jeníka v inscenaci Cesta do Bugulmy.
V roce 2004 si ho režisér Martin Huba vybral ve veřejném konkursu na roli Romea v dramatu Romeo a Julie uváděném v rámci Letních shakespearovských slavností na Pražském hradě.

## Filmografie
- Silný kafe (2004)
- Bolero (2004)
- Pohádka o houslích a viole (2005)
- Ordinace v růžové zahradě (2005)
- Křišťálek meč (2007)
- Hannibal – Zrození (2007)
- Gynekologie 2 (2007)
- Vy nám taky, šéfe! (2008)
- Soukromé pasti (2008)
- Vyprávěj (2009)
- Son's War, A (2009)
- O království z nudlí a štěstí bez konce (2009)
- Zázraky života (2010)
- Rychlé Šípy (2010)
- Okresní přebor (2010)
- Cesty domů (2010)
- Ohnivý kuře (2017)

## Charitativní činnost
Je členem týmu Real TOP Praha, v jehož dresu se zúčastňuje charitativních zápasů a akcí.